# Віларіню-ду-Монте
Віларіню-ду-Монте (порт. Vilarinho do Monte; МФА: [vi.ɫɐ.ˈɾi.ɲu du ˈmõ.tɨ]) — парафія в Португалії, у муніципалітеті Маседу-де-Кавалейруш. Розташована в північно-східній частині країни, на теренах історичної португальської провінції Трансмонтана. Входить до складу округу Браганса. За адміністративним поділом, чинним до 1976 року, терени парафії були складовою провінції Трансмонтана і Верхнє Дору. Належить до Брагансько-Мірандської діоцезії Католицької церкви. Патрон — святий Севастіан. Площа — 7,1283 км². Населення — 67 ос. (2011). Слабо урбанізований регіон. Густота населення — 9,4 осіб/км²
. Код — 040537.

## Населення
| Кількість мешканців | Кількість мешканців | Кількість мешканців | Кількість мешканців | Кількість мешканців | Кількість мешканців | Кількість мешканців | Кількість мешканців | Кількість мешканців | Кількість мешканців | Кількість мешканців | Кількість мешканців | Кількість мешканців | Кількість мешканців | Кількість мешканців |
| ------------------- | ------------------- | ------------------- | ------------------- | ------------------- | ------------------- | ------------------- | ------------------- | ------------------- | ------------------- | ------------------- | ------------------- | ------------------- | ------------------- | ------------------- |
| 1864                | 1878                | 1890                | 1900                | 1911                | 1920                | 1930                | 1940                | 1950                | 1960                | 1970                | 1981                | 1991                | 2001                | 2011                |
|                     | 243                 |                     | 202                 | 209                 | 196                 | 212                 | 200                 | 272                 | 206                 | 145                 | 168                 | 105                 | 72                  | 67                  |